# Đồng Mai
Đồng Mai là một phường thuộc quận Hà Đông, thành phố Hà Nội, Việt Nam.

## Địa lý
Địa giới hành chính phường Đồng Mai:
- Phía đông giáp phường Phú Lãm và xã Bích Hoà thuộc huyện Thanh Oai
- Phía tây giáp phường Biên Giang
- Phía nam giáp các huyện Thanh Oai và xã Thụy Hương thuộc huyện Chương Mỹ
- Phía bắc giáp phường Yên Nghĩa.

Phường Đồng Mai có diện tích 6,34 km², dân số năm 2022 là 15.039 người, mật độ dân số đạt 2.151 người/km².

## Lịch sử
Trước đây, Đồng Mai là một xã thuộc huyện Thanh Oai.
Ngày 4 tháng 1 năm 2006, Chính phủ ban hành Nghị định 01/2006/NĐ-CP. Theo đó, chuyển toàn bộ diện tích và dân số của xã Đồng Mai về thị xã Hà Đông quản lý.
Ngày 27 tháng 12 năm 2006, xã Đồng Mai thuộc thành phố Hà Đông mới thành lập.
Ngày 8 tháng 5 năm 2009, Chính phủ ban hành Nghị quyết 19/NQ-CP. Theo đó, thành lập quận Hà Đông trên cơ sở toàn bộ diện tích, dân số của quận Hà Đông và thành lập phường Đồng Mai thuộc quận Hà Đông trên cơ sở toàn bộ diện tích, dân số của xã Đồng Mai.
Sau khi thành lập, phường Đồng Mai có 634,19 ha diện tích tự nhiên, dân số là 13.639 người.

## Hành chính
Phường Đồng Mai được chia thành 18 tổ dân phố.